# Хариялах (Верхньовілюйський улус)
Хариялах (рос. Харыялах) — село Верхньовілюйського улусу, Республіки Саха Росії. Адміністративний центр Кентикського наслегу.
Населення — 742 особи (2015 рік).